# 君の瞳に優しく
『君の瞳に優しく』（きみのひとみにやさしく）は、田中美奈子の1枚目のアルバム。

## 収録曲
1. 真紅の共犯者
作詞：只野菜摘　作曲：Paul Chiten, Joe English　編曲：岩田雅之
2. 不実パラノイア
作詞：只野菜摘　作曲：川上明彦　編曲：西脇辰弥
3. 涙の太陽
作詞：湯川れい子　作曲：中島安敏　編曲：関根安里
4. Mother Earthの気まぐれ
作詞：只野菜摘　作曲：川上明彦　編曲：西脇辰弥
5. Virgin Eyes
作詞：芹沢 類　作曲・編曲：関根安里
6. Tell me
日本語詞：松本隆　作曲：Paul Chiten　編曲：鷺巣詩朗
7. All Of My Love
作詞：只野菜摘　作曲：Michael Jay, Claude Gaudette　編曲：岩田雅之
8. Weekend Pain
作詞：只野菜摘　作曲：Paul Chiten, Sue Sheridan　編曲：西脇辰弥
9. 甘い戦争
作詞：只野菜摘　作曲：Paul Chiten　編曲：西脇辰弥
10. Be My Baby
日本語詞：只野菜摘　作曲：Jeff Barry, Ellie Greenwich, Phil Spector　編曲：鷺巣詩朗